# Buffalo Daughter
Buffalo Daughter es una banda de rock japonesa formada en 1993. Los tres miembros habituales y principales son suGar Yoshinaga (ex-Havana Exotica) en la guitarra, Yumiko Ohno (ex-Havana Exotica) en el bajo y Moog (luego cambiado a MoOog) Yamamoto en los tornamesas y el diseño gráfico y publicitario.  El grupo tenía una baterista, Chica Ogawa, pero después de que dejó la banda no han tenido baterista permanente y han contratado a diferentes personas para reemplazarlas según sea necesario. Además, la banda es reconocida por usar varios instrumentos electrónicos, como el TB-303, TR-606, Minimoog, radio de onda corta y otros instrumentos. Aunque surgieron de Shibuya casi al mismo tiempo que otros actos de Shibuya-kei, Yoshinaga no cree que esta etiqueta describa con precisión la música y el género de la banda.

## Historia
Buffalo Daughter es considerada el eje del llamado movimiento de rock Shibuya-kei de "cortar y pegar" de Japón La banda se creó a principios de la década de 1990 cuando firmó con el sello independiente japonés Cardinal . Buscando una exposición más amplia en el mercado japonés e internacional, continuaron bajo la ahora extinta discográfica Grand Royal de la banda británica de punk Beastie Boys, elevando su discografía a un total de cuatro lanzamientos de álbumes de larga duración, un EP y un puñado de remixes. El estilo de la banda, siempre una variedad de diferentes sonidos y géneros, evolucionó de forma lenta pero segura hacia un estilo melódico más cohesivo y sobrio. En 2002, Buffalo Daughter lanzó su quinto álbum en los Estados Unidos con el sello Emperor Norton Records, con sede en Los Ángeles.
Según el miembro de la banda Ohno, "Nos llamamos Buffalo Daughter porque nuestro sonido es muy fuerte. Y el búfalo es fuerte". En una entrevista de 1998, el grupo explicó que (el) "Buffalo" proyecta una imagen agradable de la cultura y el campo estadounidenses y, en el momento de la formación original del grupo, todas las miembros eran niñas, por lo que "Hija" era apropiado. Además, el sonido del nombre en sí atrajo al grupo.
En 2006, Buffalo Daughter colaboró con la cantante pop Ami Suzuki . Lanzaron el sencillo "OK Funky God" juntos el 28 de febrero de 2007, y luego se incluyó en el álbum Connetta de Suzuki.
En 2009, Buffalo Daughter interpretó la canción "Galactic SOUL" para la banda sonora de Katamari Forever .

## Miembros
- suGar Yoshinaga (voz, guitarras, TB-303)
- Yumiko Ohno (voz, bajo, teclados)
- Moog Yamamoto (voz, tocadiscos)

## Discografía

### Álbumes de larga duración (LP)
- Captain Vapor Athletes (1996) (una compilación de Shaggy Head Dressers y Amoebae Sound System )
- Banda sonora original de Jungle Park con Delaware (1997)
- New Rock (1998) [# 77, Japón]
- yo (2001)
- Psíquico (2003) [# 68, Japón]
- Euphorica (2006) [# 151, Japón]
- Las armas de destrucción matemática (2010) [# 90, Japón]
- Konjac-ción [#150, Japón] (2014)[4]
- We are the times (2021)

### EP
- Shaggy Head Dressers (1994)
- Amoebae Sound System (1995)
- Legend of the Yellow Buffalo (1995)
- Socks, Drugs and Rock and Roll (1997)
- A Long Life Story of Miss Cro-Magnon (2002)
- Continuous Stories of Miss Cro-magnon (20 Years Later) (2021)